# NGC 1436
NGC 1436 est une galaxie spirale intermédiaire située dans la constellation de l'Éridan. NGC 1436 a été découverte par l'astronome britannique John Herschel en 1836. John Herschel a de nouveau observé NGC 1436 l'année suivante sans se rendre compte qu'il s'agissait de la même galaxie. Cette observation a été inscrite au New General Catalogue sous la désignation NGC 1437.

## Caractéristiques
Sa vitesse par rapport au fond diffus cosmologique est de 1 301 ± 10 km/s, ce qui correspond à une distance de Hubble de 19,2 ± 1,4 Mpc (∼62,6 millions d'al).
À ce jour, une quinzaine de mesures non basées sur le décalage vers le rouge (redshift) donnent une distance de 17,660 ± 1,542 Mpc (∼57,6 millions d'al), ce qui est à l'intérieur des valeurs de la distance de Hubble.
La classe de luminosité de NGC 1436 est II et elle présente une large raie HI.

## Groupe de NGC 1399
NGC 1436 (=NGC 1437 dans l'article de Garcia) fait partie du groupe de NGC 1399. Ce groupe fait partie de l'amas du Fourneau et il comprend au moins 42 galaxies, dont NGC 1326, NGC 1336, NGC 1339, NGC 1344 (=NGC 1340), NGC 1351, NGC 1366, NGC 1369, NGC 1373, NGC 1374, NGC 1379, NGC 1387, NGC 1399, NGC 1406, NGC 1419, NGC 1425, NGC 1427, NGC 1428, NGC 1460, IC 1913 et IC 1919. La désignation FCC 290 indique que NGC 1436 est un membre de l'amas du Fourneau dans le catalogue de Henry Ferguson,.